# Bo Jonsson (generaldirektör)
Bo Jonsson, född 1945, är en svensk ekonom, som varit generaldirektör för Statens lokalförsörjningsverk, Ekonomistyrningsverket och Statens fastighetsverk, samt statssekreterare och statlig utredare.
Jonsson är fil kand i statistik och nationalekonomi.
Bo Jonsson var under åren 1993–1998 generaldirektör för Statens lokalförsörjningsverk, generaldirektör för Ekonomistyrningsverket åren 1998–2002, samt under åren 2003–2010 generaldirektör för Statens fastighetsverk. Dessförinnan var han under tre år statssekreterare. Han var särskild utredare av flera statliga utredningar.